# Barilium
Barilium dawsoni
Genre
Espèce
Barilium est un genre de dinosaure iguanodontien qui a été décrit pour la première fois comme une espèce d'Iguanodon (I. dawsoni) par Richard Lydekker en 1888, l'épithète spécifique honorant le découvreur Charles Dawson.
En 2010, il a été reclassé comme un genre distinct par David B. Norman. Le nom générique Barilium est dérivé du grec barys, "lourd", et du latin ilium. Plus tard en 2010, Kenneth Carpenter et Yusuke Ishida l'ont indépendamment assigné au nouveau genre Torilion, qui est donc un synonyme objectif junior de Barilium. Il est connu grâce à deux squelettes partiels trouvés près de St Leonards-on-Sea dans l'East Sussex, en Angleterre, dans l'argile de Wadhurst du Crétacé inférieur d'âge valanginien moyen. Lydekker a basé l'espèce sur les séries de syntypes BMNH R798, 798a, 803-805, 806, 798b, 802, 802a et 799-801. Norman a choisi NHMUK R 798 et R802, une vertèbre dorsale et un ilium gauche, comme lectotype.
Contemporain d'Hypselospinus (également considéré autrefois comme une espèce d'Iguanodon), Barilium était un iguanodontien robuste dont la longueur était estimée à 8 mètres.
Barilium est séparé d' Hypselospinus sur la base de caractères vertébraux et pelviens, de la taille et de la constitution. Par exemple, Barilium était plus robuste qu' Hypselospinus, avec de grandes vertèbres semblables à celles de Camptosaurus et des épines neurales courtes, alors qu' Hypselospinus est connu pour ses "épines neurales longues, étroites et fortement inclinées".

## Synonymes
- Kukufeldia, McDonald et al. (2010)[8].
- Sellacoxa, Carpenter and Ishida (2010).
- Torilion, Carpenter and Ishida (2010).

## Comportement
Comme la plupart des Iguanodontia basaux, il vivait probablement en troupeaux de quatre à cinq individus et une possible symbiose avec des Nodosauridae n'est pas exclue.